# Zwarte Molen (heuvel)
De Zwarte Molen is een heuvel in Heuvelland gelegen in de omgeving van Dranouter in de Belgische provincie West-Vlaanderen. Op de top is er uitzicht over een groot deel van Heuvelland en richting het Franse Rijsel.
Vroeger stond op de top een molen in bezit van de familie De Swarte, dit verklaart de herkomst van de naam. Het houten kruis op de top werd opgericht ter nagedachtenis aan drie priesters uit Nieuwkerke die gedurende de beeldenstorm door Bosgeuzen werden vermoord.
Op de top rechtsaf ligt iets verderop de grens met Frans-Vlaanderen. Hier begint de Ravensberg.
De Zwarte Molen is een onderdeel van de zogenaamde zuidelijke heuvelkam in het Heuvelland, deze bestaat daarnaast uit de Ravensberg, De Walletjes, de Helling van Nieuwkerke, de Kraaiberg en de Rozenberg. Ten zuiden van deze heuvelkam bevindt zich het stroomgebied van de Leie, ten noorden van deze heuvelkam ligt de centrale heuvelkam waar onder andere de Kemmelberg deel van uitmaakt. Tussen de zuidelijke en centrale heuvelkam ligt het riviertje de Douvebeek. Alles ten zuiden van de centrale heuvelkam stroomt naar de Leie, alles ten noorden van deze heuvelkam naar de IJzer.